# ميشيل دوغلاس
ميشيل دوغلاس هي ناشِطة كندية، ولدت في 1963 في أوتاوا في كندا.